# Alexander Shtarkman
Alexander Shtarkman (Aleksandr Štarkman, * 1967) ist ein US-amerikanischer Pianist und Musikpädagoge.
Shtarkman war 1989 erfolgreicher Teilnehmer der Van Cliburn International Piano Competition und 1994 des Tschaikowski-Wettbewerbes. Bei der First Taipei International Piano Competition erhielt er den Ersten Preis und wurde daraufhin für mehrere Konzerte in Asien engagiert. 1995 gewann er den Ersten Preis beim Internationalen Klavierwettbewerb Ferruccio Busoni in Bolzano, was ihm mehr als sechzig Angebote für Recitals und Konzertauftritte in Europa brachte.
In den USA trat Shtarkman u. a. mit dem Dallas Symphony Orchestra, dem Fort Worth Symphony Orchestra, dem Fort Worth Chamber Orchestra, der Chicago Sinfonietta, dem Northwood Festival Orchestra, dem Marin Symphony Orchestra und dem Chamber Orchestra of Albuquerque auf. Recitals gab er bei der Ambassador Foundation, im Tilles Center for the Performing Arts, im Tisch Center for the Performing Arts, bei den Rising stars Series des Ravinia Festivals, im The Peace Center und in der Van Wezel Performing Arts Hall. Seit 2002 ist er Professor für Klavier am Peabody Conservatory der Johns Hopkins University.